# شهرستان کامنو
شهرستان کامنو (به بلغاری: Kameno Municipality) یک شهرستان در بلغارستان است که در استان بورگاس واقع شده‌است. شهرستان کامنو ۳۵۴٫۹۵ کیلومتر مربع مساحت و ۱۰٬۳۹۳ نفر جمعیت دارد.